# Tserkva de Sant Miquel Arcàngel
La Tserkva de Sant Miquel Arcàngel (en polonès, Cerkiew św. Michała Archanioła w Brunarach; actual església parroquial catòlica de l'Assumpció) és una església gòtica de l'any 1797, feta de fusta, situada al poble de Brunary, dins el districte de Gmina Uście Gorlickie, al sud de Polònia, a la frontera eslovaca. Amb d'altres tserkvas forma part del conjunt anomenat «Tserkvas de fusta de la Regió Carpàtica a Polònia i Ucraïna», llistat com a Patrimoni de la Humanitat de la UNESCO des de l'any 2013.

## Història
La primera tserkva a Brunary va ser construïda l'any 1616, quan una parròquia uniata va ser fundada al poble. Uns anys més tard, el 1653, fou edificada una nova tserkva i, ja al segle xviii, es configurà l'església moderna. El 1831 va ser reconstruïda i ampliada; l'antic cor estava connectat amb la nau i va afegir-se una nova nau, envoltada per tres parets. També tota la tserkva va ser coberta amb un sostre nou, pla, amb cornises. Després de l'Operació Vístula el 1947, la tserkva es va transformar en una església catòlica. En l'actualitat, l'església s'utilitza com a parròquia catòlica romana de l'Assumpció de la Mare de Déu a Brunary però pertany a la diòcesi de Tarnow.

## Arquitectura
La tserkva de Brunary és d'estil lemko occidental —cerkiew łemkowska, un tipus d'arquitectura ortodoxa—, tricúspide, construïda en fusta. Per sobre del vestíbul s'eleva la torre, coronada per un casc amb una creu forjada. Per sobre de la nau i el presbiteri hi han cascos forjats similars. A l'interior hi ha un iconòstasi barroc del segle xviii, i conserva pintures policromades del segle xviii i XIX que cobreixen les parets, en to blau i motius florals predominantment, a més de l'altar del segle xvii i d'altres dos del segle xviii.

## Galeria

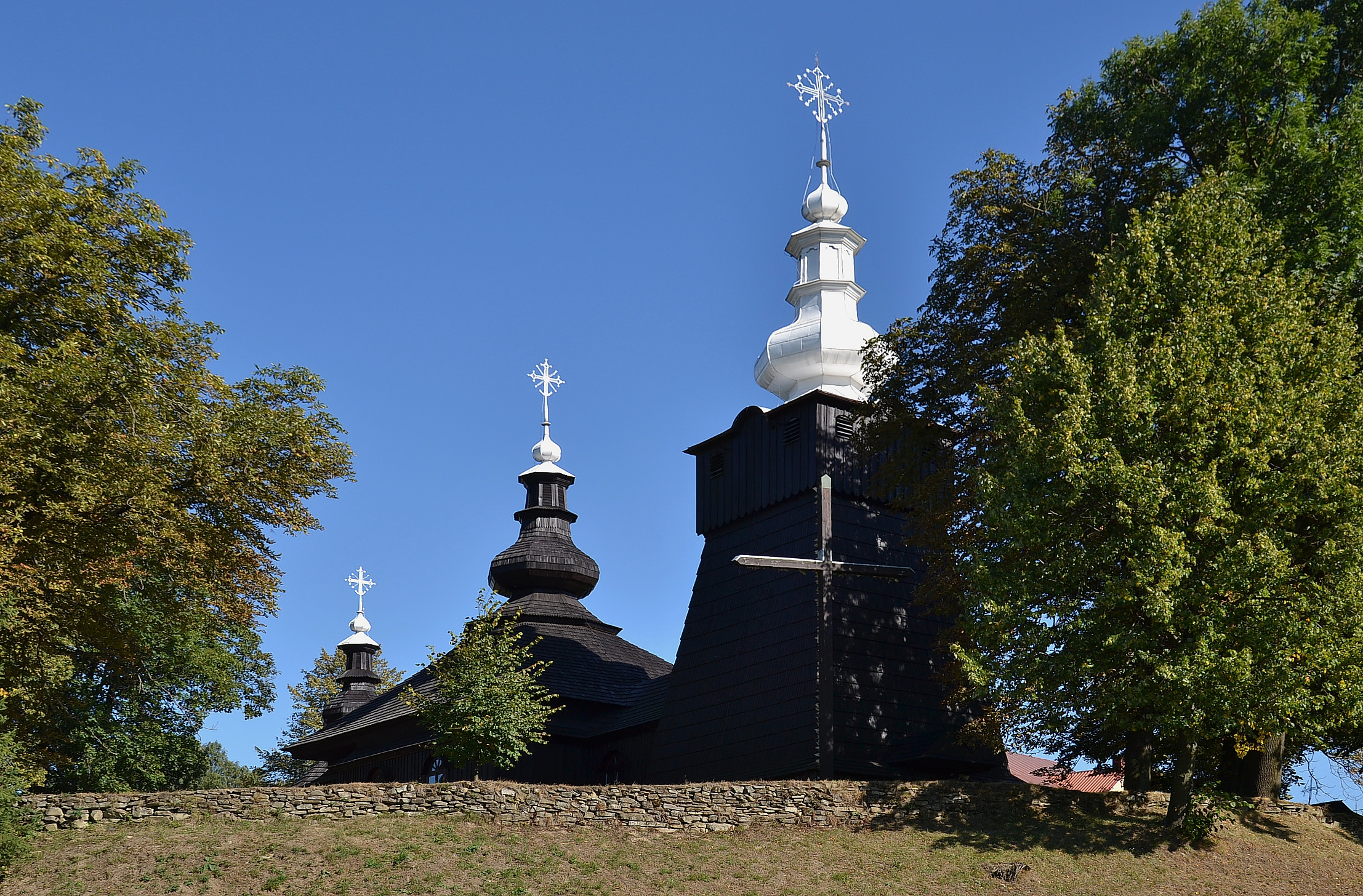
Vista general de l'exterior
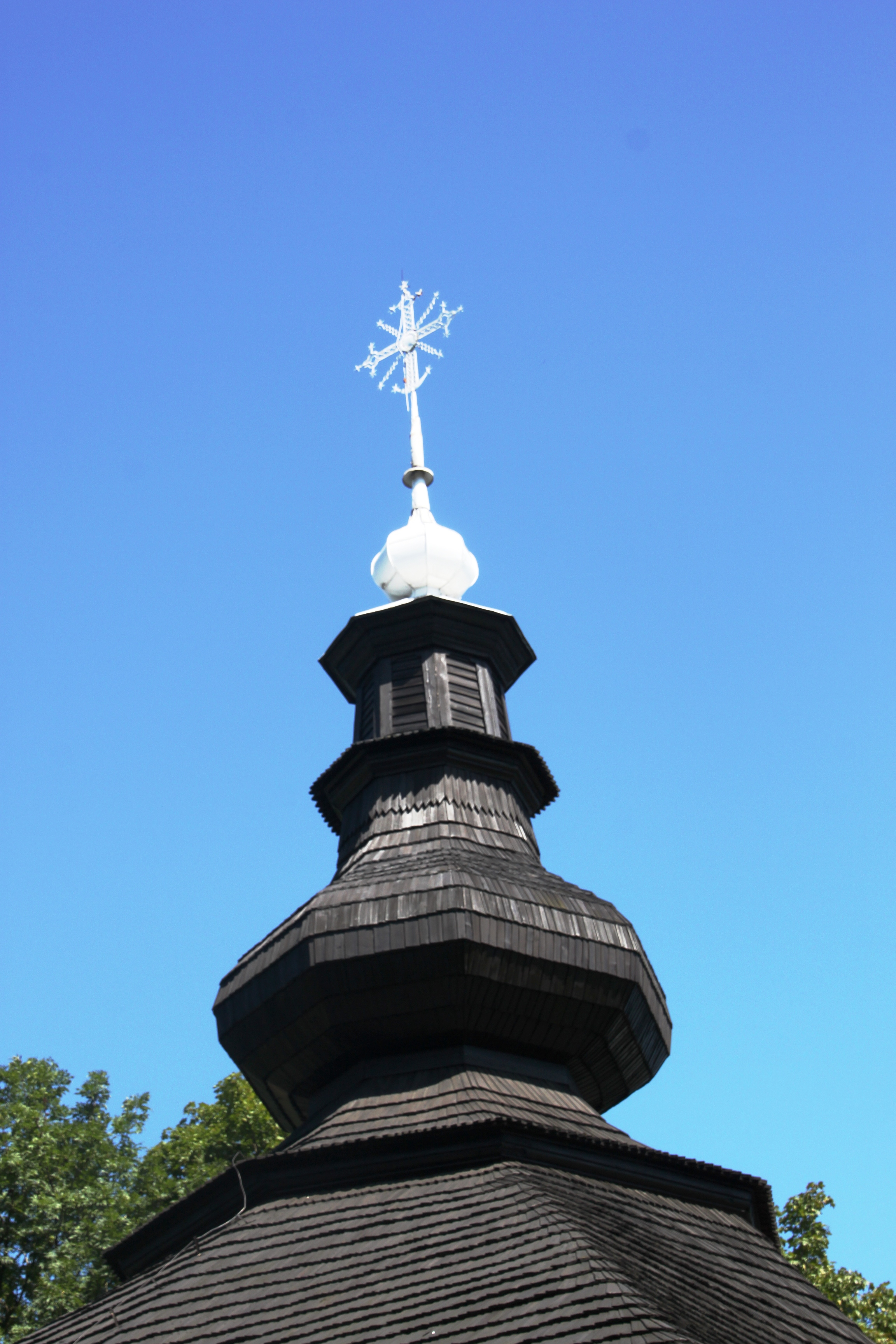
Detall del casc amb la creu forjada
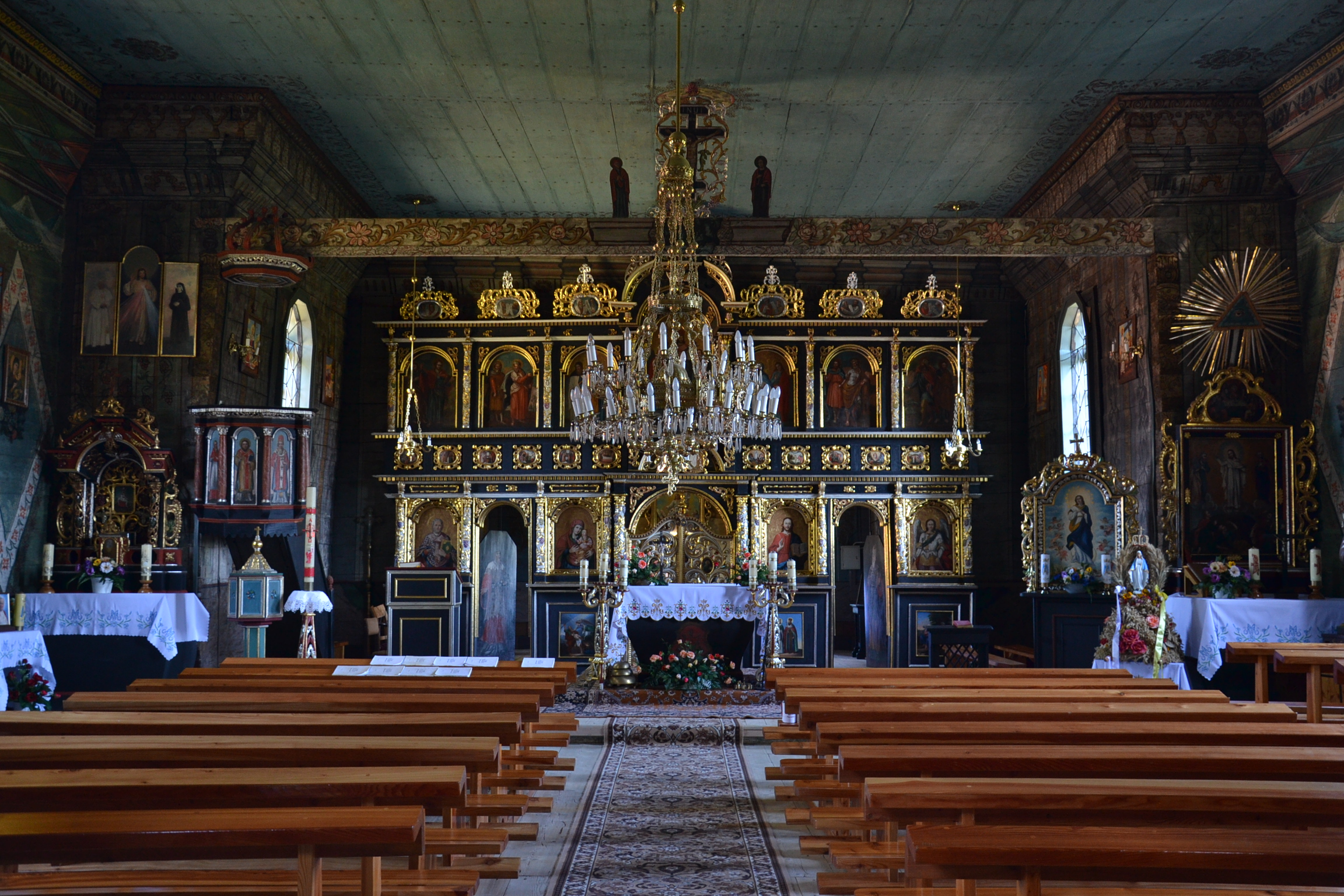
Vista general de l'interior
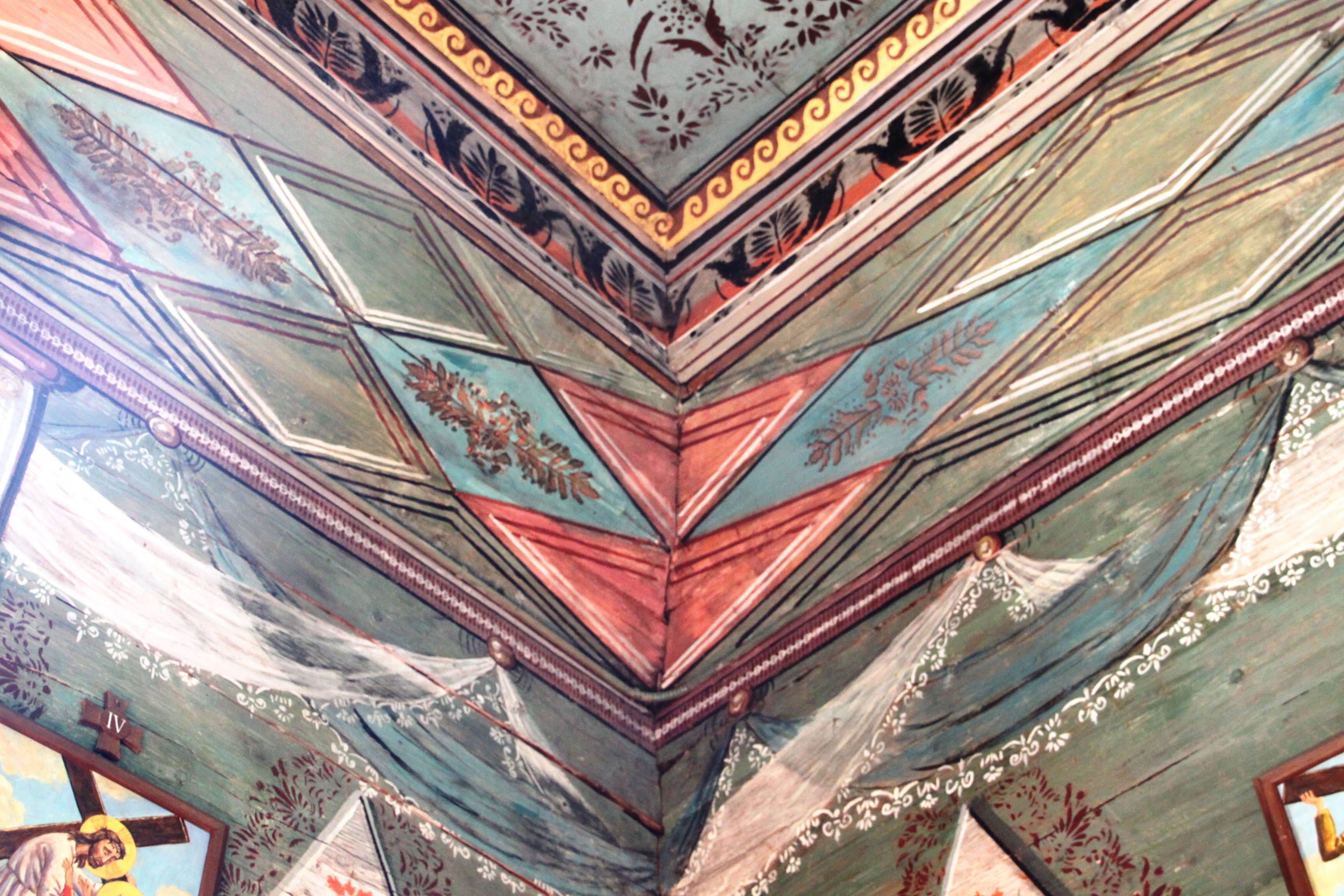
Detall del sostre
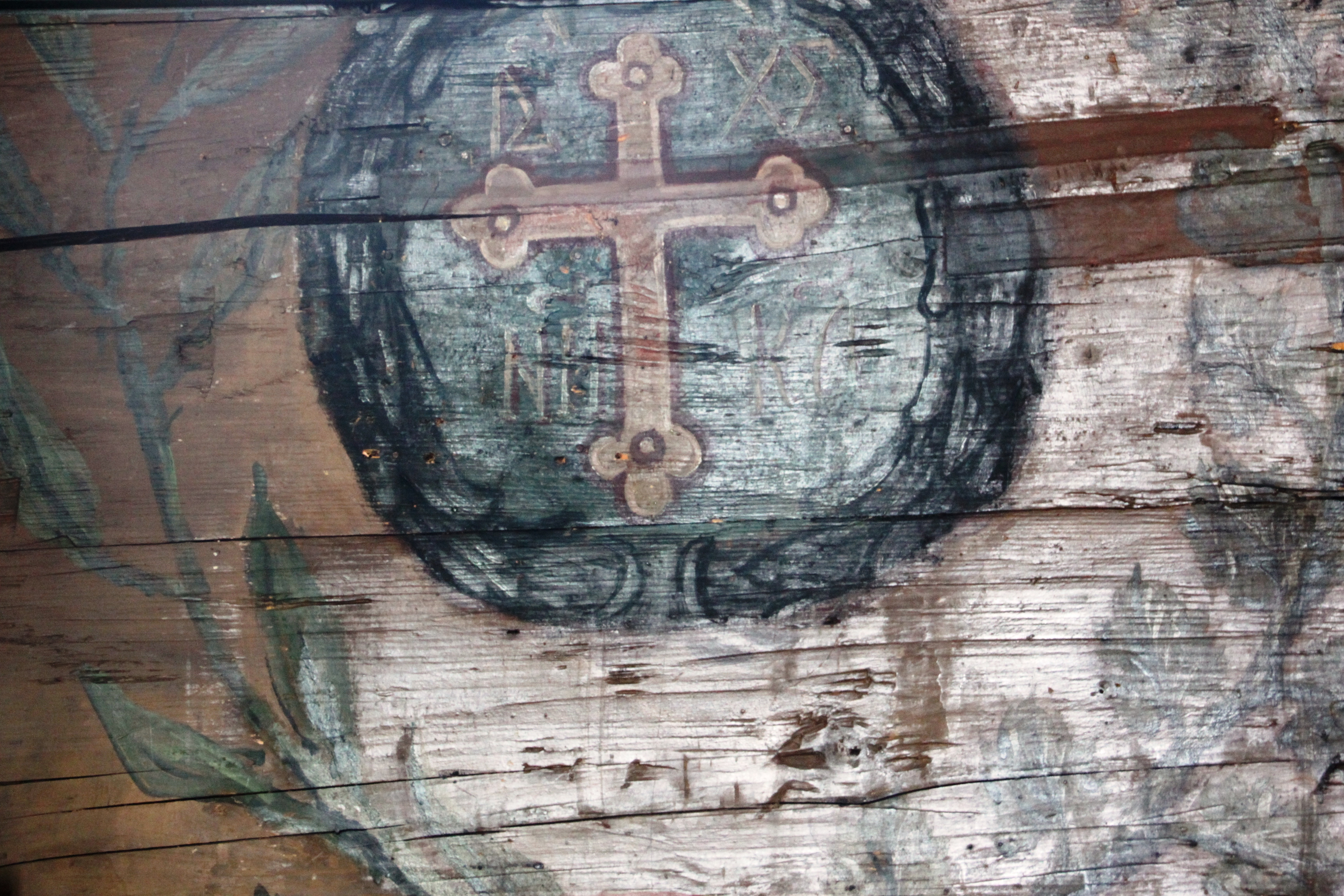
Pintura policromada
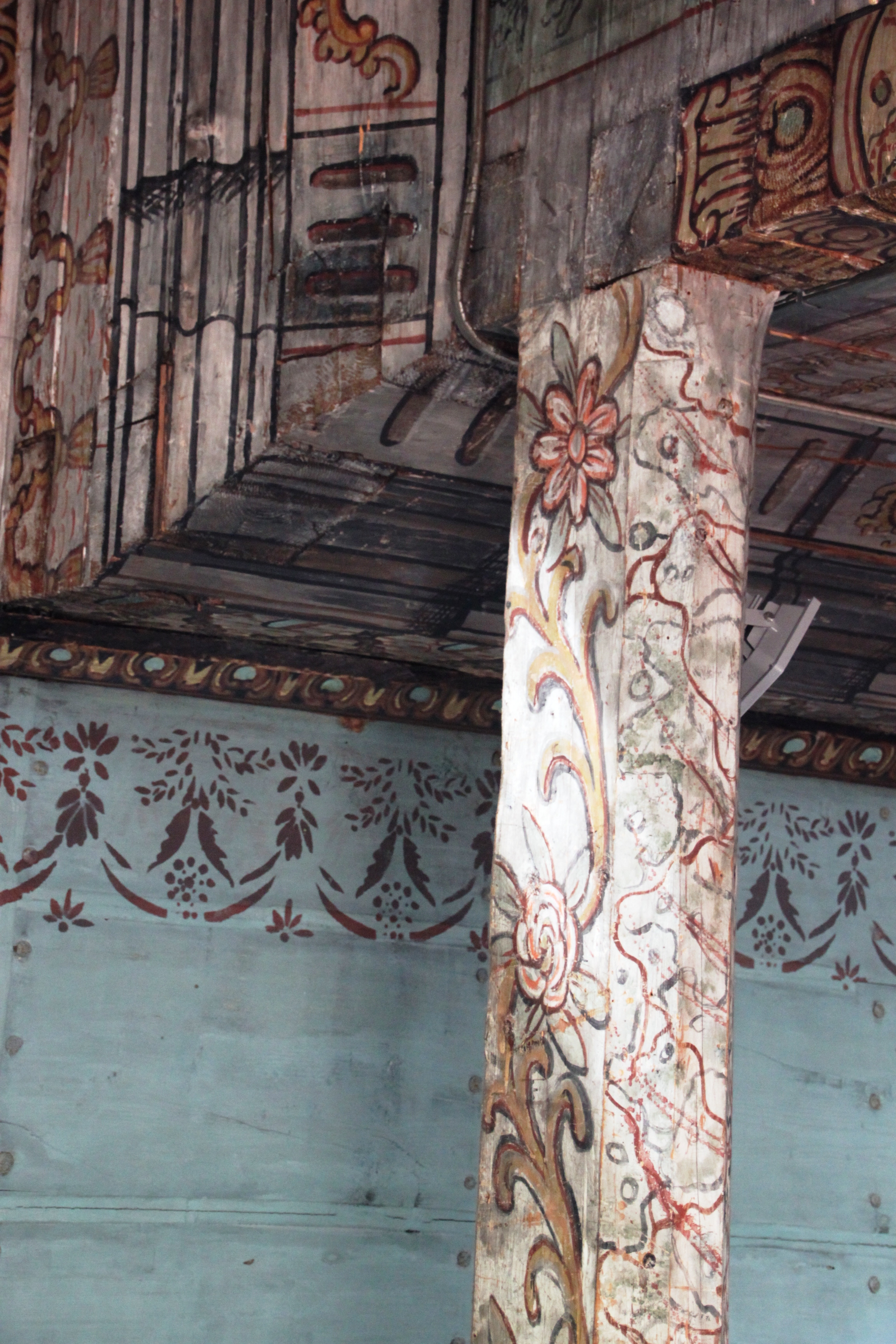
Detall de la pintura ornamental